# Ульф Лунделль

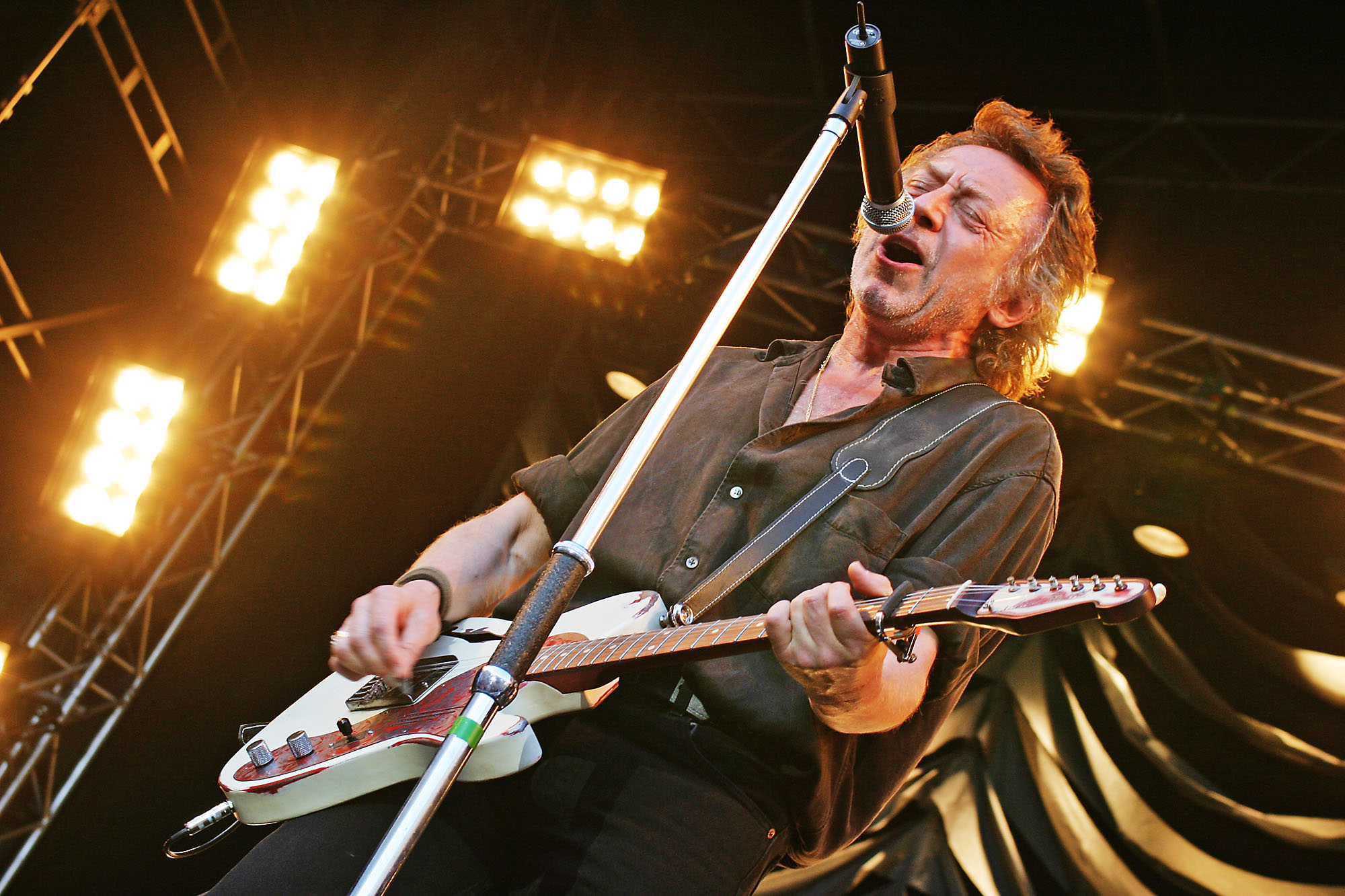
Ульф Лунделль

Ульф Герхард Лунделль, народився 20 листопада 1949 року в парафії Хогалід у Стокгольмі , він є шведським музикантом, письменником і художником .
У 1975 році Лунделль дебютував з LP Vargmåne . У 1976 році вийшов його перший роман «Джек ». Відтоді він був дуже продуктивним із безперервним потоком записів і книг. У 1980-х роках Ланделл викликав великий фурор із піснею « Open Landscape », піснею, запропонованою як новий національний гімн   і пізніше зіграною на параді гвардійців . 
На Лунделля вплинули такі музиканти, як Брюс Спрінгстін, Боб Ділан, Ніл Янг, і такі письменники, як Джек Керуак, Аллен Гінзберг та інші представники бітницького руху . Він також мав великий вплив на шведську музичну сцену, зокрема на таких співаків і авторів пісень, як Ларс Віннербек, Девід Урвіц, Рольф Карлссон і Томас Андерссон Вій .
Гітару Лунделля « The White Whisper » можна побачити на обкладинці The night had been gentle and tendere .
На сьогоднішній день Лунделль випустив 24 студійні альбоми та 13 романів. Лунделль був літнім ведучим на Sveriges Radio п’ять разів: 24 червня 1982, 23 липня 1983, 29 червня 1985, 23 червня 2007  і 22 червня 2020.

## Біографія

### Зростання та початок кар'єри
Батьком Ульфа Лунделля був коваль Герхард Лунделль. Мати Інгрід (уроджена Ліндстрьом) працювала, в тому числі, асистентом з організації шкільного харчування і швачкою. Сім'я спочатку жила на Södermalm у Стокгольмі, але в 1960 році переїхала в Saltsjö-Boo, на схід від Стокгольма. Історія життя батька набула широкого розголосу в засобах масової інформації: він виріс у Хавере як син вдови і жив у маєтку до того, як переїхав до Стокгольма у віці вісімнадцяти років він почав працювати в ковальських майстернях.  Ульф Лунделль отримав свою першу гітару у віці десяти років.  У Лунделля є на два роки старша сестра, Інгер, хлопець якої навчив його першим акордам. У період з 1967 по 1975 рік Лунделль працював на різних посадах, зокрема як листоноша та працівником лікарні. У ці роки він писав пісні та вірші, які надсилав як звукозаписним компаніям, так і книговидавцям. Один із віршів «Одного разу я поїхав потягом » був покладений на музику П’ю Рогефельдтом і випущений як сингл разом із П’ю у супроводі Nature . 
Він надіслав демо MNW, який відхилив його, оскільки «матеріал був недостатньо сильним», а також ще два Silence, які також не дали йому успіху. Коли він надіслав демо на EMI у жовтні 1974 року, вони швидко захотіли записати з ним платівку. У 1975 році він презентував альбомом Vargmåne . Наступного, 1976 року, вийшов дебютний роман «Джек», завдяки якому він став відомим. Роман розповідає про бунт проти обмеженого життя людей середнього класу після політичного повстання наприкінці 1960-х років. Книгу було надруковано першим тиражем у 3000 примірників, але загально було продано 200 000 примірників.  Ґоран Ґрейдер охарактеризував книгу як останній справді важливий робітничий роман.  У той час, коли вийшла дебютна книга, він уже почав записувати продовження Vargmåne . Він мав називатися Thirst і був випущений лише через три місяці після Джека . Після цього написання продовжилося, і в 1970-х вийшло ще дві книги. Альбом Törst послідував за концертним альбомом Natten had gentle and tender with Nature як групою підтримки наступного року. Альбом Nådens år стане його третім студійним альбомом у 1978 році, який містить дует із Агнетою Фелтског « Snön faller och vi med den ». В 1979 був випущений його четвертий студійний альбом Ripp rap з такими піснями, як «Rome in the rain» і «(Oh la la) ja vill ha dej». Альбом, який був більш роковим, ніж його попередні.
У 1976–1978 роках група Матса Ронандера «Nature» була акомпануючою групою для Ульфа Ланделля. 

### 1980-ті роки
12 вересня 1980 року Лунделль випустив альбом Längre inåt landet, записаний в Англії. Платівка містить такі пісні, як «Glad igen» та «Stackars Jack». Остання стала коментарем до критики, яку Лунделль отримав за те, що у своєму дебютному романі «Джек» він показав людей під впливом печінки. Через два роки, у 1982 році, Лунделль випустив альбом Kär och galen, який містив його найвідоміший твір - пісню Öppna landskap. Вона зробила його одним з найбільших шведських виконавців і чотири рази стала платиновою, продалася тиражем понад 400 000 копій, згідно з чинними на той час правилами. Іншими піснями, що стали популярними з «Kär och galen», були заголовний трек «Kär och galen» та «När jag kysser havet».
В очікуванні належного продовження Kär och galen, Лунделль записав два альбоми, один, в якому він інтерпретував англійські пісні зі шведськими текстами (Sweethearts), і повністю акустичний альбом (12 пісень). У цей час Лунделль боровся з серйозними проблемами з алкоголем, що призвело до того, що запис його наступного альбому кілька разів відкладався. Під час літнього туру 1985 року він у стані алкогольного сп'яніння зіграв катастрофічний концерт у Боргхольмі, після чого потрапив у заголовки газет. Восени вийшов « Den vassa eggen», альбом, на який сильно вплинуло розлучення, яке Лунделл переживав під час запису. Den vassa eggen був високо оцінений і супроводжувався ще одним скандальним туром восени того ж року. У 1987 році вийшла Tårpilen, єдина книга, яку Лунделль зізнався, що писав у стані алкогольного сп'яніння, та альбом Det goda livet.
Алкоголізм Лунделля став значною проблемою для нього як для людини, і як для художника з середини 1980-х років. Приблизно у 1987 році, за його власним визнанням, він зрозумів, що має вирішити цю проблему. Він приєднався до спільноти дванадцяти кроків, пройшов позаконфесійне навернення і незабаром після цього (1988) був охрещений у Церкві чорного дерева. Його новознайдена християнська віра вплинула на його альбом Evangeline, що вийшов того ж року. 1989 року він випустив автобіографію En varg söker sin flock та альбом Utanför murarna. З 1989 року він також почав активно працювати як візуальний художник

### 1990–дотепер

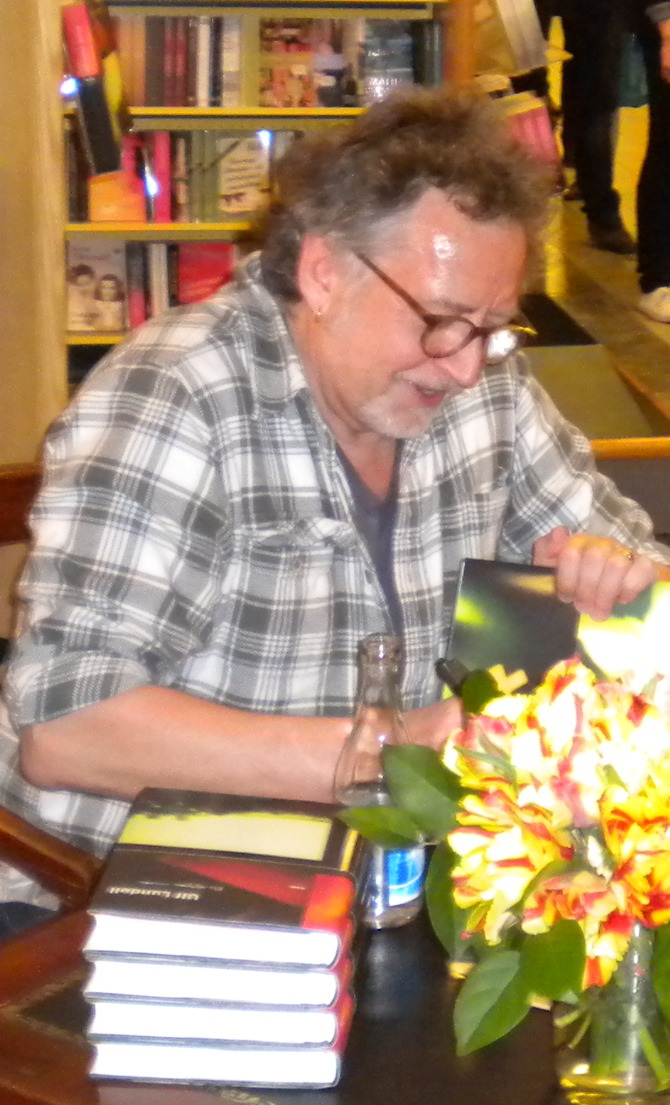
Lundell підписує Open Winter, Стокгольм 2010.

Нова книга чи диск вийшли лише у 1992 році, коли був опублікований роман «Сакнаден». Книга стала першою частиною трилогії. У 1993 році він випустив альбом Måne över Haväng, який містить такі пісні, як Rött і Isabella . Це був перший альбом, який Лyнделль створив повністю самостійно. У 1994 році він створив власну продюсерську компанію Rockhead Studios AB з дочірніми компаніями Rockhead Productions і Rockhead Art, а також дочірньою компанією Rockhead Music . У тому ж році він також випустив акустичну платівку Xavante . У цей час Ланделл вкладав більше в музику, ніж у написання.
У 1995 році відзначив 20 років творчості. Наступного року вийшов подвійний альбом On the side of the dreams і концертний альбом Bosnia . У цей час можна сказати, що він більше надихався Нілом Янгом, ніж попередніми Спрінгстіном і Діланом. Особливо з альбомом Fanzine (1999), який є альбомом, частково студійним записом, частково живим. 1999 рік він також випустив свою першу книгу за сім років, продовження «Зниклих безвісти», роман «Friheten» .
Альбом I ett vinterland (2000) став його другим альбомом-бестселером. Через два роки за записом вийшов подвійний альбом Club Zebra, який став синглом альбому в Швеції 17 жовтня 2002 року. До 2005 року було випущено чотири студійні альбоми: акустичний En eld ikväll і альбом-трилогія OK Baby OK, Högtryck і Lazarus . 2005 рік був справді продуктивним роком для Лунделля з двома альбомами та романом Värmen, останньою частиною трилогії разом із Missing і Freedom . Цього ж року він відсвяткував 30-річчя творчості.
Восени 2008 року Лунделль здійснив турне вперше за понад два роки, а також випустив свій перший студійний альбом за три роки. Під час прем'єри туру в Євле, Лунделль сказав, що припиняє гастролі. Тур продовжився у 2009 році: один навесні та один влітку. У зв'язку з цим він зізнався, що збрехав і не припинить гастролювати.  Він пояснив, що збирається попрощатися з кар'єрою художника, але це прощання буде довгим. 2010 рік, Лунделль випустив нову книгу An Open Winter, яка також містить диск з 11 нещодавно написаними піснями.
Літо 2010 року Лунделль завершив ще один новий тур, під час якого він побив рекорд глядачів для шведського артиста в Gröna Lund 30 липня. Кількість глядачів сягала 22 827 осіб, і з цим показником його випереджають лише Боб Марлі (32 000) і Леді Гага (23 000).
Концертний тур, який мав відбутися навесні 2011 року, був скасований через хворобу.  Восени 2012 року Лунделль випустив Rent färbannat, перший студійний альбом за п’ять років. За цим послідував тур в приміщенні, незабаром після цього і літній тур у 2013 році. Пізніше того ж року вийшов студійний альбом Trunk.
Тур Ульфа Лунделля осінь/зима 2015 року було оголошено його останнім туром після того, як він написав у прес-релізі: «40 років може бути достатньо. Я досяг». Тур закінчився напередодні Нового року 2015 у Göta Lejon .  
У січні 2018 року Лунделль випустив 34 нові пісні, які були розміщені на офіційному сайті, а наприкінці березня на Spotify під назвою Sketches. Sketches було випущено 30 березня 2018 року також як подвійний компакт-диск, що містить 27 пісень. Сім пісень Skisser згодом були записані в студії та випущені в 2019 році на компакт-диску Tranorna kommar. Потім він провів літній тур з 17 концертів, який розпочався в Helsingborg Sofiero Slott 29 червня і закінчився в Gothenburg Garden Association 24 серпня.
Нова версія компакт-диску Omaha 2008 року вийшла у вересні 2019 року під назвою Omaha: Ruff. Він містить альтернативні мікси пісень без багатьох доповнень оригінального релізу.
22 листопада того ж року вийшов сингл «Stockholm i December». Він також містить раніше невидану концертну версію «En eld ikväll», записану в Гетеборзі в листопаді 2008 року.
Крім того, він дав два різдвяні концерти в Берні у Стокгольмі 22-23 грудня.
У 2023 році вийшов різдвяний альбом «Rött guld», який містить ремейк Soon the angels will land .

## Сім'я
Вперше Лунделль був одружений в 1977–1988 роках на Барбро Закріссон, вдруге в 1989–1992 роках на Фредріці Гуннарсдоттер Стьярне.  і втретє у 2014–2017 роках із Софією Мьоллер.   У нього четверо дітей: Карл Лунделль Санна Лунделль і Лав Лунделль  в першому шлюбі та дочка Саша в другому.

## Дискографія

### Студійний альбом
- 1975 – Vargmåne
- 1976 – Törst
- 1978 – Nådens år
- 1979 – Ripp Rapp
- 1980 – Längre inåt landet
- 1981 – Preskriberade romanser 1978-1981
- 1982 – Kär och galen
- 1984 – Sweethearts
- 1984 – 12 sånger
- 1985 – Den vassa eggen
- 1987 – Det goda livet
- 1988 – Evangeline
- 1989 – Utanför murarna
- 1992 – Preskriberade romanser 1978-1988, utökad version på CD av samlingen från 1981
- 1993 – Måne över Haväng
- 1994 – Xavante
- 1996 – På andra sidan drömmarna
- 1997 – Män utan kvinnor
- 1998 – Slugger
- 1999 – Fanzine (Delvis live)
- 2000 – I ett vinterland
- 2002 – Club Zebra
- 2003 – En eld ikväll
- 2004 – OK Baby OK
- 2005 – Högtryck
- 2005 – Lazarus
- 2008 – Omaha
- 2010 – En öppen vinter
- 2012 – Rent förbannat
- 2013 – Trunk
- 2018 – Skisser
- 2019 – Tranorna kommer
- 2019 – Omaha: ruff
- 2020 – Telegram
- 2023 - Rött guld

## Концертний альбом
- 1977 – Natten hade varit mild och öm
- 1993 – Maria kom tillbaka
- 1996 – Bosnia
- 2011 – Roskilde Orange Stage 1999
- 2011 – Unplugged Solo
- 2020 – Rockhead live: #1 Sthlm Berns, 22 dec. 2019
- 2020 – Rockhead live: #2 Göta Lejon, Sthlm 21. Okt. 1980
- 2021 – Cirkus:Corona (Live)

### Збірні альбоми
- 1981 – Innan jag anfölls av indianerna (8-LP box)
- 1991 – Livslinjen 1975-91 (5-CD Samlingsbox)
- 1995 – Rebeller
- 1995 – Öppna landskap 75-95
- 1995 – Slutna rum 75-95
- 1999 – Når jeg kysser havet (Samling för Norge)
- 2006 – När jag kysser havet - Det bästa 1: 75-84
- 2006 – Danielas hus - Det bästa 2: 84-94
- 2006 – Venus & Jupiter - Det bästa 3: 95-05
- 2007 – Under vulkanen, 1972-2007 (Box, 14 CD + 2 DVD med singelbaksidor, samlingsskivespår samt outgivet material)
- 2015 – Hemåt Genom Rift Valley 1975-2015 (Box, 68 CD)

### DVD
- 2006 – Live på Tyrol (Dubbel-DVD)
- 2009 – Club Zebra (Dubbel-DVD)

### Romaner
- 1976
- 1977
- 1979
- Шаблон:L5
- 1983
- 1987
- 1989
- 1992
- 1999
- 2003
- 2004
- 2005
- 2008
- 2009
- 2010
- 2011
- 2014
- 2018
- 2019
- 2020
- 2021
- 2021
- 2022
- 2022

### Lyrik
- 1972
- 1979
- 1981
- 1984

Шаблон:Kolumner-slut

## Сценарії для фільмів
- 1977 – Jack
- 1984 – Sömnen

## Призи та нагороди
- Rockbjörnen — шведський виконавець року та шведський альбом року 1979
- Рокбйорнен - шведський виконавець 1980 року
- Rockbjörnen — шведський виконавець року та шведський альбом року 1982
- Нагорода шведського художника-фонограмиста 1985 року
- Стокгольмська нагорода Беллмана 1994 року
- Піратська премія 2000
- Стипендія Еверта Таубе 2005 року
- Королівська медаль 2009 р
- Введений до Шведської музичної зали слави 2015 року
- Премія Доблога 2017

## Дивіться також
- Якщо ви хочете своєї свободи, ви можете отримати її - біографія Ульфа Лунделла Монса Іварссона.